# Monthiers
Monthiers település Franciaországban, Aisne megyében. Lakosainak száma 155 fő (2022. január 1.). Monthiers Belleau, Bonnesvalyn, Courchamps, Épaux-Bézu, Licy-Clignon, Priez és Sommelans községekkel határos.

## Népesség
A település népességének változása:
| Lakosok száma | 126  | 117  | 111  | 150  | 151  | 158  | 161  | 156  | 153  | 155  |
|               | 1968 | 1982 | 1990 | 2006 | 2013 | 2015 | 2017 | 2019 | 2020 | 2022 |